# Iwona Fijałkowska
Iwona Jadwiga Fijałkowska – polska biolog, profesor nauk biologicznych związana z Instytutem Biochemii i Biofizyki PAN.

## Życiorys
Absolwentka VI Liceum Ogólnokształcącego im. Tadeusza Reytana w Warszawie (1974). Studiowała biologię na Uniwersytecie Warszawskim (1979). Stopień doktora nauk przyrodniczych uzyskała w 1989 roku na podstawie rozprawy pt. Rola podjednostki epsilon polimerazy III DNA w mutagenezie Escherichia coli. Habilitowała się w 1999 roku na podstawie oceny dorobku naukowego oraz rozprawy pt. Mechanizmy kontrolujące wierność replikacji w komórkach Escherichia coli. Tytuł naukowy profesora nauk biologicznych został jej nadany na mocy postanowienia Prezydenta RP z dnia 12 października 2006 roku.
Jest profesorem zwyczajnym w Instytucie Biochemii i Biofizyki Polskiej Akademii Nauk, gdzie pełni funkcję wiceprzewodniczącej Rady Naukowej w kadencji 2015−2018 oraz kierownika Pracowni Mutagenezy i Reperacji DNA. Do 2019 roku była promotorką dziewięciu prac doktorskich. Jest członkinią Komitetu Biologii Molekularnej Komórki PAN oraz Wydziału IV Nauk Biologicznych Towarzystwa Naukowego Warszawskiego.
W 2015 roku znalazła się w gronie najlepszych polskich badaczek, nominowanych przez Fundację na rzecz Nauki Polskiej i Portal AcademiaNet.